# Брейнерит
Брейнери́т (англ. Breunnerite), также известный как желе́зистый магнези́т:115 или бурый шпат:258 (англ. brown spar, нем. braunspat, частично устар.) — тёмная (бурая, коричневая или рыжая) разновидность магнезита, окрашенная железистыми примесями, в составе которой соотношение ионов магния и железа (Fe2+) составляет от 90:10 до 70:30.

## Название и история
Брейнерит был впервые определён и установлен как отдельный минерал в 1825 году Вильгельмом Карлом Риттером фон Хайдингером из образцов, собранных на перевале Пфич (долина Циллерталь, провинция Тироль, Австрия).
Выявленную новую разновидность минерала Гайдингер назвал в честь графа Августа Брейнера (англ. August Breunner, иногда фамилия пишется в усечённом виде как Breuner; 1796-1877), известного коллекционера минералов и окаменелостей, а также высокопоставленного государственного чиновника Австро-Венгрии.

## Свойства
Согласно традиционным представлениям, в XIX веке минерал рассматривался как изоморфная смесь углекислой магнезии (магнезита) и железа (сидерита) в различных соотношениях или MgCO3, с примесью FeCO3.
Магнезит и сидерит, смешиваясь в расплавах или горячих гидротермальных растворах, образуют между собой практически непрерывный изоморфный ряд. Содержание карбоната железа в брейнеритах фактически составляет до 30%. Близкая к брейнериту следующая в изоморфном ряду разновидность железосодержащего магнезита — мезитит или мезитиновый шпат (англ. mesitine spar):223 с аналогичной расчётной формулой (Mg,Fe)CO3, содержит уже от 30 до 50% сидерита (соотношение магния к железу от 70:30 до 50:50) Следующей за мезититом разновидностью бурого шпата являются пистомезиты, в них содержание железа составляет уже от 50 до 70% (соотношение к магнию от 50:50 до 70:30). И наконец, завершающие ряд сидероплезиты содержат в своём составе от 70 до 90% сидерита (соотношение Fe:Mg составляет от 70:30 до 90:10).
Советская школа минералогии классифицировала упомянутые выше сидероплизит (70 до 95% FeCO3), пистомезит и мезизит (мезитит) как разновидности (под виды) брейнерита, тем не менее, оговаривая, что «...собственно брейнеритом, наиболее распространённым в природе, называют разности с содержанием FeCO3 до 30%».:516
В очень небольших количествах в виде изоморфных примесей в разных образцах брейнерита было установлено также присутствие примесных марганца (Mn), никеля (Ni) и кобальта (Co). Кальций в брейнеритах обычно (по определению) отсутствует.:516 В противном случае, этот минерал уже носит другое название, переходя в разряд доломитов.

## Применение
Брейнерит достаточно широко используется при обжиге в процессе образования сырья для дальнейшего производства огнеупоров. При доведении карбоната магния, находящегося в составе брейнерита, до температуры около 600 °C, он вступает в процесс обжига как минерализатор, сначала разлагаясь, а затем вступая в реакцию и образуя два основных соединения, выступающие в роли сырья: 2CaFe2O3 и MgOFe2O3. Брейнерит как природный минерал переменного состава даёт на выходе менее чистый продукт, чем смесь собственно магнезии и окиси железа, однако более экономичен в производстве.